# Taiji Iida
Taiji Iida (jap. 飯田泰次 Iida Taiji) - japoński zapaśnik w stylu wolnym. Drugi w mistrzostwach Azji w 1988 roku.